# Sainte-Eulalie-d'Eymet
Sainte-Eulalie-d'Eymet foi uma comuna francesa na região administrativa da Nova Aquitânia, no departamento Dordonha. Estendia-se por uma área de 6,58 km². Em 2010 a comuna tinha 75 habitantes (densidade: 11,4 hab./km²).
Foi criada em 1 de janeiro de 2019, a partir da fusão das antigas comunas de Saint-Julien-Innocence-Eulalie.